# رقص مارپیچ
 رقص مارپیچ  عنوان فیلمی است آلمانی با ژانر مستند، صامت، سیاه و سفید و کوتاه به کارگردانی مکس اسکالادانووسکی. این فیلم محصول سال ۱۸۹۵ میلادی است.